# Josua Hoffalt
Josua Hoffalt (Pertuis, 19 maggio 1984) è un ballerino francese, danseur étoile del balletto dell'Opéra di Parigi dal 2012 al 2018.

## Biografia
Nato a Pertuis nel 1984, Josua Hoffalt ha cominciato a studiare danza nel 1992 al conservatorio di Marignane e nel 1998 è stato ammesso alla Scuola di danza dell'Opéra di Parigi. Nel 2002 è stato scritturato nel corps de ballet del balletto dell'Opéra di Parigi, in cui è stato promosso a coryphée nel 2003, solista nel 2004 e primo ballerino nel 2009; sempre nel 2004 ha vinto la medaglia d'argento al Concorso internazionale di balletto di Varna. Nel 2012 è stato proclamato étoile della compagnia dopo una rappresentazione de La Bayadère con le coreografie di Rudol'f Nureev, in cui aveva danzato il ruolo di Solor.
All'interno della compagnia ha danzato tutti i maggiori ruoli maschili del repertorio, tra cui Colas ne La fille mal gardée, Albrecht in Giselle, Desiree ne La bella addormentata, Romeo in Romeo e Giulietta, Onegin e Lensky in Onegin, Des Grieux ne L'histoire de Manon, Frollo in Notre-Dame de Paris e Frantz in Coppélia. Ha danzato coreografie di Jean Coralli, Jules Perrot, John Cranko, Kenneth MacMillan,  Serge Lifar, Michel Fokine, Roland Petit, John Neumeier, Pina Bausch e Wayne McGregor.
Ha dato il suo addio alle scene il 30 ottobre 2018.